# 奇尔基河
奇尔基河（俄语：Река Чирки）、奇尔卡河（俄语：Река Чирка）或七里空河是哈巴罗夫斯克边疆区的河流，充当哈巴罗夫斯克区和拉佐区的界线，长82公里，流域面积968平方公里，在距河口12公里处注入乌苏里江。河水来自山上空下来的水、雪和雨水，4月初化冻，到5月中旬河水开始减少，在夏季的后半段河水又开始涨，11月上冻。

## 引用
1. ↑  . Verumwiki （俄语）.
2. ↑  А·П·穆拉诺夫. . 列宁格勒: 气象出版社. 1966 （俄语）.
3. ↑  . 列宁格勒: 气象出版社 （俄语）.
4. ↑  Т·А·基谢尔科瓦娅. . 列宁格勒: 气象出版社. 1977 （俄语）.
5. ↑  . Особо охраняемые природные территории Дальнего Востока. 2019-12-25  [2022-08-11]. （原始内容存档于2022-08-11） （俄语）.